# 1886년
1886년은 금요일로 시작하는 평년이다.

## 연호
- 청(淸) 광서(光緖) 12년
- 일본(日本) 메이지(明治) 19년
- 응우옌 왕조(阮朝) 동카인(同慶) 원년

## 기년
- 청(淸) 덕종 광서제(德宗 光緖帝) 12년
- 조선(朝鮮) 고종(高宗) 23년
- 응우옌 왕조(阮朝) 동경제(同慶帝) 원년

## 사건
- 1월 1일 - 영국, 미얀마를 식민지로 합병 선언함.
- 5월 1일 - 미국에서 총파업이 일어나다.
- 5월 30일 - 이탈리아 왕국에서 총선이 실시되어 역사적 좌파 진영의 집권이 유지되었다.
- 6월 4일 - 조불 수호 통상 조약 체결.
- 8월 9일 - 고종, 청나라 간섭에 벗어나고자 러시아에 보호를 요청하는 조회문을 러시아 공사 베베르에게 전달함. (한러밀약설)

## 문화
- 1월 25일 - 한성주보 창간.
- 1월 29일 - 독일의 기업인 카를 벤츠가 제국 특허국에 내연기관 3륜 자동차 벤츠 페이턴트 모터바겐을 등록.
- 5월 1일 - 미국 총파업 시작. 며칠 뒤 1일 8시간 노동권 확보. 이후 노동절의 유래가 되다.
- 최초의 근대관립학교 육영공원  설립
- 5월 31일 - 최초의 여성교육 기관인 이화학당 설립
- 12월 11일 - 영국 축구 클럽 아스널 FC 창단.
- 국제 축구 평의회 (IFAB) 설립.

## 탄생

### 1월
- 1월 25일
  - 독일의 지휘자, 작곡가 빌헬름 푸르트벵글러. (~1954년)
  - 프랑스의 테니스 선수 잔느 메티. (~1980년)

### 2월
- 2월 20일 - 헝가리의 공산주의 정치인 쿤 벨러. (~1938년)

### 3월
- 3월 11일 - 대한제국의 동양화가 고희동. (~1965년)
- 3월 13일 - 미국의 야구 선수 홈런 베이커. (~1963년)
- 3월 18일 - 독일의 심리학자 쿠르트 코프카. (~1941년)
- 3월 22일 - 에스토니아의 정치인 아우구스트 레이. (~1963년)
- 3월 27일 - 독일의 건축가 루트비히 미스 판 데어 로에. (~1969년)

### 4월
- 4월 3일 - 폴란드의 철학자 브와디스와프 타타르키에비치.(~1980년)
- 4월 10일 - 미국의 육상 선수 조니 헤이스. (~1965년)
- 4월 14일 - 미국의 심리학자 에드워드 톨먼. (~1959년)
- 4월 19일 - 일본 제국 육군의 군인, 외교관 오시마 히로시. (~1975년)
- 4월 28일 - 대한제국 말기의 문신 김문희. (~1986년)

### 5월
- 5월 4일 - 대한민국의 독립운동가 강기덕. (~?)
- 5월 10일 - 스위스의 신학자 카를 바르트. (~1968년)
- 5월 20일 - 터키의 축구 감독 알리 사미 옌. (~1951년)
- 5월 25일 - 대한민국의 독립운동가, 정치인 여운형. (~1947년)

### 6월
- 6월 18일 - 영국의 산악인 조지 맬러리. (~1924년)
- 6월 30일 - 홍콩의 제21대 총독 마크 영. (~1974년)

### 7월
- 7월 12일
  - 조선의 신념형 친일파 민원식. (~1921년)
  - 덴마크의 배우 진 허숄트. (~1956년)
- 7월 21일 - 일제 강점기의 조선총독부 중추원 참의 김기수. (~?)

### 8월
- 8월 20일 - 미국의 철학자 폴 틸리히. (~1965년)

### 9월
- 9월 26일 - 영국의 생리학자 아치볼드 비비언 힐. (~1977년)

### 10월
- 10월 20일 - 영국의 심리학자 프레더릭 바틀릿. (~1969년)
- 10월 25일 - 헝가리의 경제학자 칼 폴라니. (~1964년)

### 11월
- 11월 20일 - 오스트리아의 동물학자 카를 폰 프리슈. (~1982년)

### 12월
- 12월 3일 - 러시아의 비밀경찰 야코프 페테르스. (~1938년)
- 12월 8일 - 멕시코의 화가 디에고 리베라. (~1957년)
- 12월 11일 - 중국의 정치인 주더. (~1976년)
- 12월 24일 - 미국의 헝가리태생 영화감독 마이클 커티즈. (~1962년)

### 미상
- 대한민국의 극작가, 연출가 김정진. (~1936년)
- 대한민국의 종교인 이원영. (~1958년)

## 사망
- 7월 31일 - 헝가리의 피아니스트, 작곡가 프란츠 리스트. (1811년~)
- 11월 15일 - 영국의 장교 윌리엄 C. 아서. (1830년~)
- 11월 18일 - 미국의 제21대 대통령 체스터 A. 아서. (1829년~)

## 달력
| 1월 |    |    |    |    |    |    |
| 일  | 월 | 화 | 수 | 목 | 금 | 토 |
|     |    |    |    |    | 1  | 2  |
| 3   | 4  | 5  | 6  | 7  | 8  | 9  |
| 10  | 11 | 12 | 13 | 14 | 15 | 16 |
| 17  | 18 | 19 | 20 | 21 | 22 | 23 |
| 24  | 25 | 26 | 27 | 28 | 29 | 30 |
| 31  |    |    |    |    |    |    |

| 2월 |    |    |    |    |    |    |
| 일  | 월 | 화 | 수 | 목 | 금 | 토 |
|     | 1  | 2  | 3  | 4  | 5  | 6  |
| 7   | 8  | 9  | 10 | 11 | 12 | 13 |
| 14  | 15 | 16 | 17 | 18 | 19 | 20 |
| 21  | 22 | 23 | 24 | 25 | 26 | 27 |
| 28  |    |    |    |    |    |    |

| 3월 |    |    |    |    |    |    |
| 일  | 월 | 화 | 수 | 목 | 금 | 토 |
|     | 1  | 2  | 3  | 4  | 5  | 6  |
| 7   | 8  | 9  | 10 | 11 | 12 | 13 |
| 14  | 15 | 16 | 17 | 18 | 19 | 20 |
| 21  | 22 | 23 | 24 | 25 | 26 | 27 |
| 28  | 29 | 30 | 31 |    |    |    |

| 4월 |    |    |    |    |    |    |
| 일  | 월 | 화 | 수 | 목 | 금 | 토 |
|     |    |    |    | 1  | 2  | 3  |
| 4   | 5  | 6  | 7  | 8  | 9  | 10 |
| 11  | 12 | 13 | 14 | 15 | 16 | 17 |
| 18  | 19 | 20 | 21 | 22 | 23 | 24 |
| 25  | 26 | 27 | 28 | 29 | 30 |    |

| 5월 |    |    |    |    |    |    |
| 일  | 월 | 화 | 수 | 목 | 금 | 토 |
|     |    |    |    |    |    | 1  |
| 2   | 3  | 4  | 5  | 6  | 7  | 8  |
| 9   | 10 | 11 | 12 | 13 | 14 | 15 |
| 16  | 17 | 18 | 19 | 20 | 21 | 22 |
| 23  | 24 | 25 | 26 | 27 | 28 | 29 |
| 30  | 31 |    |    |    |    |    |

| 6월 |    |    |    |    |    |    |
| 일  | 월 | 화 | 수 | 목 | 금 | 토 |
|     |    | 1  | 2  | 3  | 4  | 5  |
| 6   | 7  | 8  | 9  | 10 | 11 | 12 |
| 13  | 14 | 15 | 16 | 17 | 18 | 19 |
| 20  | 21 | 22 | 23 | 24 | 25 | 26 |
| 27  | 28 | 29 | 30 |    |    |    |

| 7월 |    |    |    |    |    |    |
| 일  | 월 | 화 | 수 | 목 | 금 | 토 |
|     |    |    |    | 1  | 2  | 3  |
| 4   | 5  | 6  | 7  | 8  | 9  | 10 |
| 11  | 12 | 13 | 14 | 15 | 16 | 17 |
| 18  | 19 | 20 | 21 | 22 | 23 | 24 |
| 25  | 26 | 27 | 28 | 29 | 30 | 31 |

| 8월 |    |    |    |    |    |    |
| 일  | 월 | 화 | 수 | 목 | 금 | 토 |
| 1   | 2  | 3  | 4  | 5  | 6  | 7  |
| 8   | 9  | 10 | 11 | 12 | 13 | 14 |
| 15  | 16 | 17 | 18 | 19 | 20 | 21 |
| 22  | 23 | 24 | 25 | 26 | 27 | 28 |
| 29  | 30 | 31 |    |    |    |    |

| 9월 |    |    |    |    |    |    |
| 일  | 월 | 화 | 수 | 목 | 금 | 토 |
|     |    |    | 1  | 2  | 3  | 4  |
| 5   | 6  | 7  | 8  | 9  | 10 | 11 |
| 12  | 13 | 14 | 15 | 16 | 17 | 18 |
| 19  | 20 | 21 | 22 | 23 | 24 | 25 |
| 26  | 27 | 28 | 29 | 30 |    |    |

| 10월 |    |    |    |    |    |    |
| 일   | 월 | 화 | 수 | 목 | 금 | 토 |
|      |    |    |    |    | 1  | 2  |
| 3    | 4  | 5  | 6  | 7  | 8  | 9  |
| 10   | 11 | 12 | 13 | 14 | 15 | 16 |
| 17   | 18 | 19 | 20 | 21 | 22 | 23 |
| 24   | 25 | 26 | 27 | 28 | 29 | 30 |
| 31   |    |    |    |    |    |    |

| 11월 |    |    |    |    |    |    |
| 일   | 월 | 화 | 수 | 목 | 금 | 토 |
|      | 1  | 2  | 3  | 4  | 5  | 6  |
| 7    | 8  | 9  | 10 | 11 | 12 | 13 |
| 14   | 15 | 16 | 17 | 18 | 19 | 20 |
| 21   | 22 | 23 | 24 | 25 | 26 | 27 |
| 28   | 29 | 30 |    |    |    |    |

| 12월 |    |    |    |    |    |    |
| 일   | 월 | 화 | 수 | 목 | 금 | 토 |
|      |    |    | 1  | 2  | 3  | 4  |
| 5    | 6  | 7  | 8  | 9  | 10 | 11 |
| 12   | 13 | 14 | 15 | 16 | 17 | 18 |
| 19   | 20 | 21 | 22 | 23 | 24 | 25 |
| 26   | 27 | 28 | 29 | 30 | 31 |    |

### 음양력 대조 일람
| 음력월 | 월건 | 대소 | 음력 1일의 양력 월일 | 음력 1일 간지 |
| ------ | ---- | ---- | -------------------- | ------------- |
| 1월    | 경인 | 대   | 2월 4일              | 을미          |
| 2월    | 신묘 | 소   | 3월 6일              | 을축          |
| 3월    | 임진 | 대   | 4월 4일              | 갑오          |
| 4월    | 계사 | 소   | 5월 4일              | 갑자          |
| 5월    | 갑오 | 대   | 6월 2일              | 계사          |
| 6월    | 을미 | 소   | 7월 2일              | 계해          |
| 7월    | 병신 | 소   | 7월 31일             | 임진          |
| 8월    | 정유 | 대   | 8월 29일             | 신유          |
| 9월    | 무술 | 소   | 9월 28일             | 신묘          |
| 10월   | 기해 | 대   | 10월 27일            | 경신          |
| 11월   | 경자 | 소   | 11월 26일            | 경인          |
| 12월   | 신축 | 대   | 12월 25일            | 기미          |